# Nilobezzia lacteipennis
Nilobezzia lacteipennis är en tvåvingeart som först beskrevs av Jean-Jacques Kieffer 1910.  Nilobezzia lacteipennis ingår i släktet Nilobezzia och familjen svidknott. Inga underarter finns listade i Catalogue of Life.